# Tirslundstein
Der Tirslundstein (dänisch Tirslundsten – deutsch Stein im Wald des Gottes Tyr) ist ein Findling (dänisch vandreblok) aus Granit. Er liegt auf einer Waldlichtung (Tirslund Plantage) in Südwestjütland zwischen den Orten Brørup und Holsted Stationsby in der Vejen Kommune. Der Stein hat einen Umfang von rund 16 Meter, eine Höhe von gut 3,5 Meter über dem Erdboden und wiegt etwa 338 t.

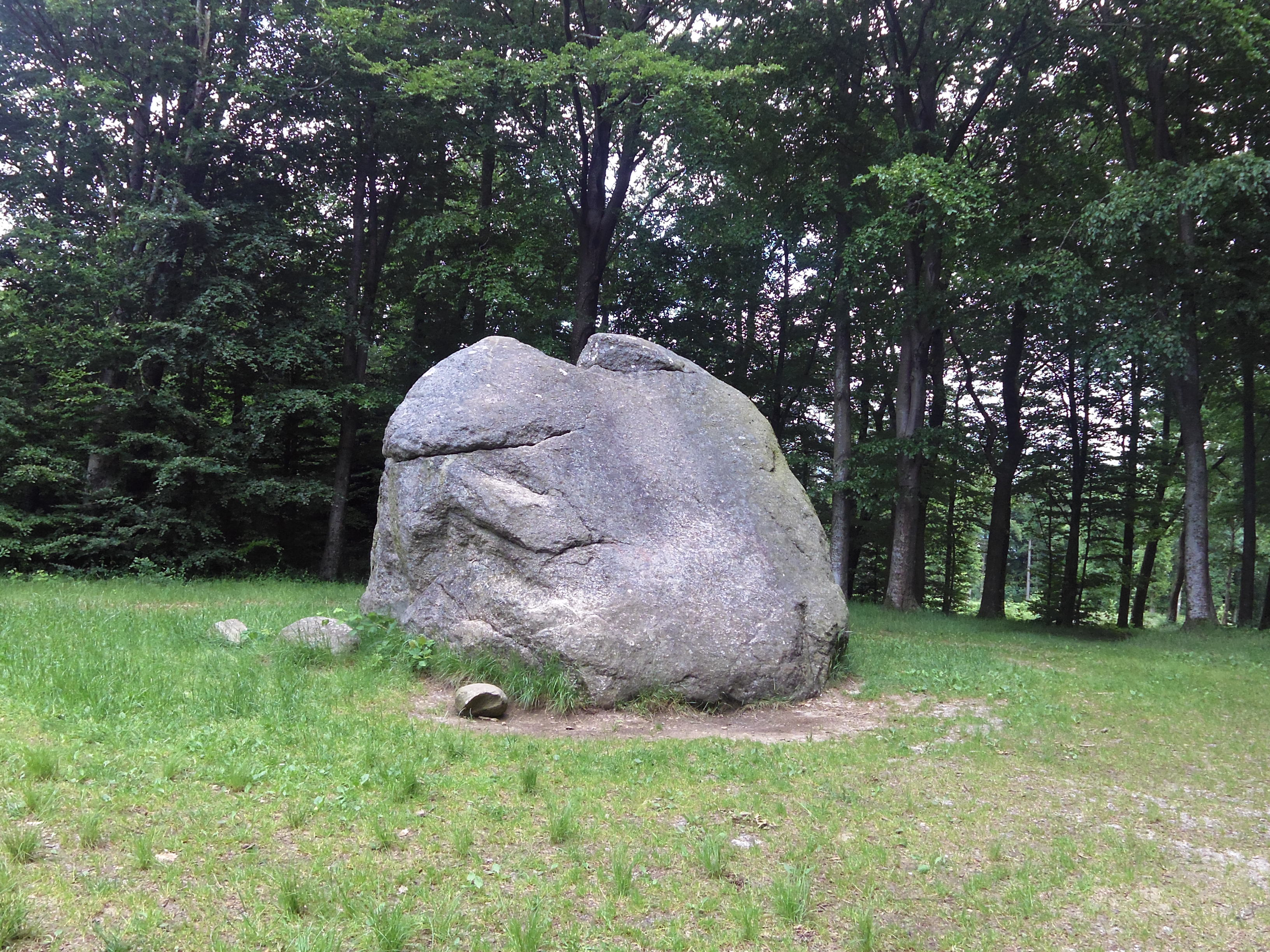
Tirslundstein

Man kann nicht mit hinreichender Sicherheit sagen, ob er bis zur Christianisierung, etwa um das Jahr 1000 n. Chr. in Jütland eine religiöse Bedeutung hatte, allerdings deutet sein Name eine solche an. Daher wird ihm eine Bedeutung als Kultplatz zugeschrieben. Betrachtet man den Stein von Südosten, so kann man mit etwas Phantasie einen mächtigen Männerkopf mit schmalen Augen, einer wuchtigen Hakennase und einem buschigen Schnurrbart erkennen.
Da der Tirslundstein andererseits in einer eher von erratischen Blöcken freien, findlingslosen Gegend liegt, entstand die Sage, dass er von Menschenhand dorthin geschafft worden ist. Der Sage zufolge wollte König Harald Blåtand den Stein als Gedenkstein an den Grabhügeln von König Gorm und Königin Thyra in Jelling aufstellen lassen. Der Transport sollte mit Hilfe eines großen Eisenschlittens erfolgen, doch seine Feinde sorgten dafür, dass Harald sein Vorhaben aufgeben und den Stein liegen lassen musste. Wie alle Sagen hat auch diese einen historischen Kern, der sich an der Vita Haralds abbildet. Harald, der mit der Einführung des Christentums (ggf. verbunden mit der Zerstörung heidnischer Kultplätze) scheiterte, wurde von seinem Sohn Sven Gabelbart, der den Widerstand anführte, aus Dänemark vertrieben.